# Montagne-Fayel
Pour les articles homonymes, voir Montagne (homonymie).
Montagne-Fayel [mɔ̃taɲ fajɛl] est une commune française située dans le département de la Somme, en région Hauts-de-France.

## Géographie

### Localisation
Montagne-Fayel est un village picard entre Vimeu et Amiénois.
À vol d'oiseau, la localité est située à 6 km au sud d'Airaines, 23 km à l'ouest d'Amiens et à 24 km au sud-est d'Abbeville.
Le territoire de la commune est limitrophe de ceux de cinq communes.
Les communes limitrophes sont Camps-en-Amiénois, Molliens-Dreuil, Quesnoy-sur-Airaines, Riencourt et Warlus.

### Hydrographie
La commune est située dans le bassin Artois-Picardie. Elle n'est drainée par aucun cours d'eau.

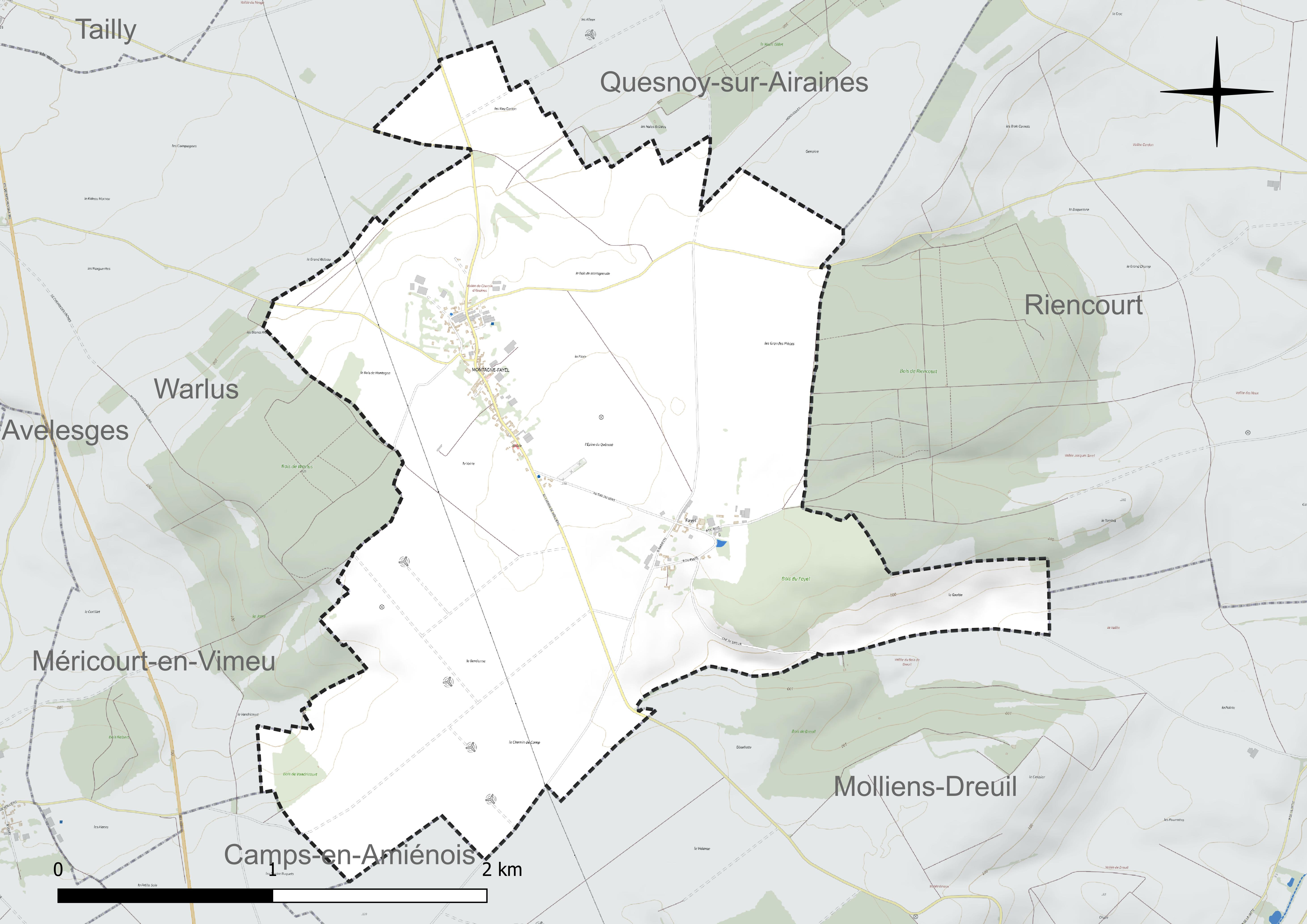
Réseau hydrographique de Montagne-Fayel.

### Climat
Pour des articles plus généraux, voir Climat des Hauts-de-France et Climat de la Somme.
En 2010, le climat de la commune est de type climat océanique dégradé des plaines du Centre et du Nord, selon une étude du CNRS s'appuyant sur une série de données couvrant la période 1971-2000. En 2020, Météo-France publie une typologie des climats de la France métropolitaine dans laquelle la commune est exposée à un climat océanique et est dans la région climatique Côtes de la Manche orientale, caractérisée par un faible ensoleillement (1 550 h/an) ; forte humidité de l'air (plus de 20 h/jour avec humidité relative > 80 % en hiver), vents forts fréquents.
Pour la période 1971-2000, la température annuelle moyenne est de 10,3 °C, avec une amplitude thermique annuelle de 13,6 °C. Le cumul annuel moyen de précipitations est de 764 mm, avec 12,7 jours de précipitations en janvier et 8,3 jours en juillet. Pour la période 1991-2020, la température moyenne annuelle observée sur la station météorologique la plus proche, située sur la commune d'Oisemont à 16 km à vol d'oiseau, est de 11,1 °C et le cumul annuel moyen de précipitations est de 801,4 mm,. Pour l'avenir, les paramètres climatiques de la commune estimés pour 2050 selon différents scénarios d'émission de gaz à effet de serre sont consultables sur un site dédié publié par Météo-France en novembre 2022.

## Urbanisme

### Typologie
Au 1er janvier 2024, Montagne-Fayel est catégorisée commune rurale à habitat dispersé, selon la nouvelle grille communale de densité à sept niveaux définie par l'Insee en 2022.
Elle est située hors unité urbaine. Par ailleurs la commune fait partie de l'aire d'attraction d'Amiens, dont elle est une commune de la couronne,. Cette aire, qui regroupe 369 communes, est catégorisée dans les aires de 200 000 à moins de 700 000 habitants,.

### Occupation des sols
L'occupation des sols de la commune, telle qu'elle ressort de la base de données européenne d'occupation biophysique des sols Corine Land Cover (CLC), est marquée par l'importance des territoires agricoles (89,4 % en 2018), en diminution par rapport à 1990 (93,5 %). La répartition détaillée en 2018 est la suivante : 
terres arables (80,1 %), forêts (6,5 %), prairies (5,6 %), zones urbanisées (4,1 %), zones agricoles hétérogènes (3,6 %). L'évolution de l'occupation des sols de la commune et de ses infrastructures peut être observée sur les différentes représentations cartographiques du territoire : la carte de Cassini (XVIIIe siècle), la carte d'état-major (1820-1866) et les cartes ou photos aériennes de l'IGN pour la période actuelle (1950 à aujourd'hui).

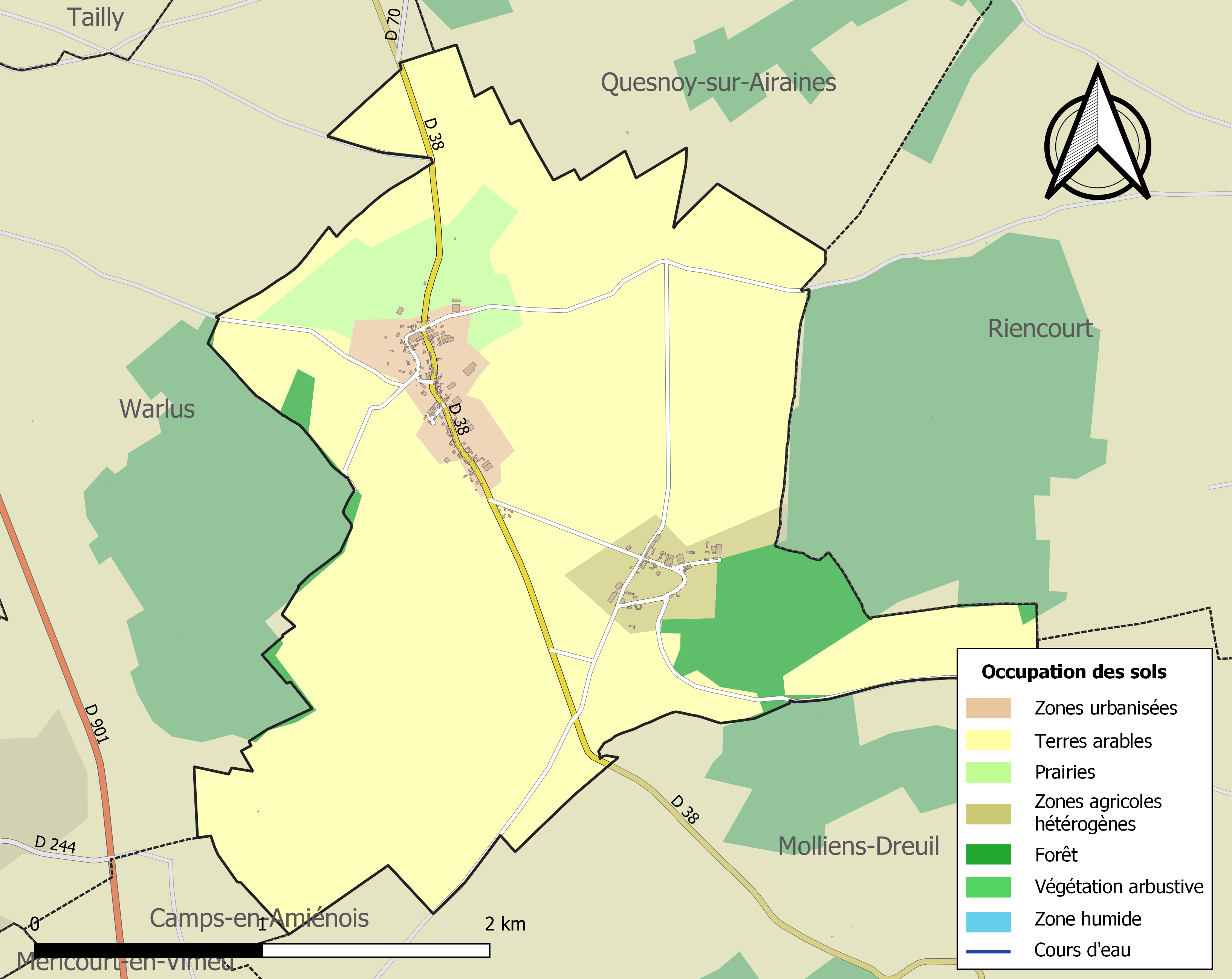
Carte des infrastructures et de l'occupation des sols de la commune en 2018 (CLC).

### Toponymie
Montagne est un ancien lieu-dit sur le territoire de Fayel.

Montagne est attesté sous les formes Montainnes (1166) ; Montanæ (1186) ; Montagnes (1298) ; Montaignes (1301) ; Montaigne (1646) ; Montagne (1733).

Du bas-latin montanea, féminin substantivé de l'adjectif *montaneus, altération du latin classique montanus (« relatif à la montagne »), du latin mons (« mont »).
Fayel est un ancien hameau sur le territoire de Montagne.

Fayel est attesté sous les formes Faiel (1135) ; Faiellum (1154) ; Fayel (1176) ; Le Fayel (1646) ; Le Fayelle (1757) ; Le Fayette (1764) ; La Fayelle (1836) ; Fayelles (1856).

De l'oïl faï « bois de hêtres » et du suffixe diminutif d'abord -et, puis -el : « petit bois de hêtres ».

## Histoire
La commune, instituée lors de la Révolution française sous la dénomination de Montagne le Fayel en 1793, prend celle de Montagne en 1801 et, en 1961, son toponyme actuel de Montagne-Fayel.

## Politique et administration

### Rattachements administratifs et électoraux
La commune se trouve dans l'arrondissement d'Amiens du département de la Somme. Pour l'élection des députés, elle fait partie depuis 2012 de la troisième circonscription de la Somme.
Elle faisait partie depuis 1793 du canton de Molliens-Dreuil. Dans le cadre du redécoupage cantonal de 2014 en France, la commune est intégrée au canton d'Ailly-sur-Somme.

### Intercommunalité
La commune était membre de la communauté de communes du Sud-Ouest Amiénois, créée en 2004.
Dans le cadre des dispositions de la loi portant nouvelle organisation territoriale de la République du 7 août 2015, qui prévoit que les établissements publics de coopération intercommunale (EPCI) à fiscalité propre doivent avoir un minimum de 15 000 habitants, la préfète de la Somme propose en octobre 2015 un projet de nouveau schéma départemental de coopération intercommunale (SDCI) qui prévoit la réduction de 28 à 16 du nombre des intercommunalités à fiscalité propre du département.
Ce projet prévoit la « fusion des communautés de communes du Sud-Ouest Amiénois, du Contynois et de la région d'Oisemont », le nouvel ensemble de 37 412 habitants regroupant 120 communes,. À la suite de l'avis favorable de la commission départementale de coopération intercommunale en janvier 2016, la préfecture sollicite l'avis formel des conseils municipaux et communautaires concernés en vue de la mise en œuvre de la fusion.
La communauté de communes Somme Sud-Ouest (CC2SO), dont est désormais membre la commune, est ainsi créée au 1er janvier 2017. Poix-de-Picardie en est le siège.

### Liste des maires
| Période                                  | Période                      | Identité           | Étiquette | Qualité |
| ---------------------------------------- | ---------------------------- | ------------------ | --------- | ------- |
| Les données manquantes sont à compléter. |                              |                    |           |         |
| avant 1995                               |                              | Jean Gillard       | DVD       |         |
| Les données manquantes sont à compléter. |                              |                    |           |         |
| mars 2001                                | 2020                         | Jean-Marie Turlot, |           |         |
| 2020                                     | En cours (au 8 octobre 2020) | Anne Legrand       |           |         |

## Démographie
L'évolution du nombre d'habitants est connue à travers les recensements de la population effectués dans la commune depuis 1793. Pour les communes de moins de 10 000 habitants, une enquête de recensement portant sur toute la population est réalisée tous les cinq ans, les populations de référence des années intermédiaires étant quant à elles estimées par interpolation ou extrapolation. Pour la commune, le premier recensement exhaustif entrant dans le cadre du nouveau dispositif a été réalisé en 2007.

En 2022, la commune comptait 145 habitants, en évolution de −4,61 % par rapport à 2016 (Somme : −1,26 %, France hors Mayotte : +2,11 %).
| 1793 | 1800 | 1806 | 1821 | 1831 | 1836 | 1841 | 1846 | 1851 |
| ---- | ---- | ---- | ---- | ---- | ---- | ---- | ---- | ---- |
| 375  | 336  | 385  | 444  | 510  | 474  | 478  | 497  | 466  |

| 1856 | 1861 | 1866 | 1872 | 1876 | 1881 | 1886 | 1891 | 1896 |
| ---- | ---- | ---- | ---- | ---- | ---- | ---- | ---- | ---- |
| 472  | 512  | 500  | 461  | 453  | 423  | 417  | 370  | 345  |

| 1901 | 1906 | 1911 | 1921 | 1926 | 1931 | 1936 | 1946 | 1954 |
| ---- | ---- | ---- | ---- | ---- | ---- | ---- | ---- | ---- |
| 316  | 303  | 270  | 250  | 253  | 241  | 228  | 190  | 198  |

| 1962 | 1968 | 1975 | 1982 | 1990 | 1999 | 2006 | 2007 | 2012 |
| ---- | ---- | ---- | ---- | ---- | ---- | ---- | ---- | ---- |
| 183  | 158  | 149  | 176  | 162  | 160  | 170  | 171  | 164  |

| 2017 | 2022 | - | - | - | - | - | - | - |
| ---- | ---- | - | - | - | - | - | - | - |
| 145  | 145  | - | - | - | - | - | - | - |

## Économie
- La commune abrite cinq éoliennes. Elle est entourée des machines installées sur les autres communes[32].

## Culture locale et patrimoine

### Lieux et monuments
- Église Saint-Apre (en briques rouges).
- Monument aux morts, érigé sur la droite de l'église.

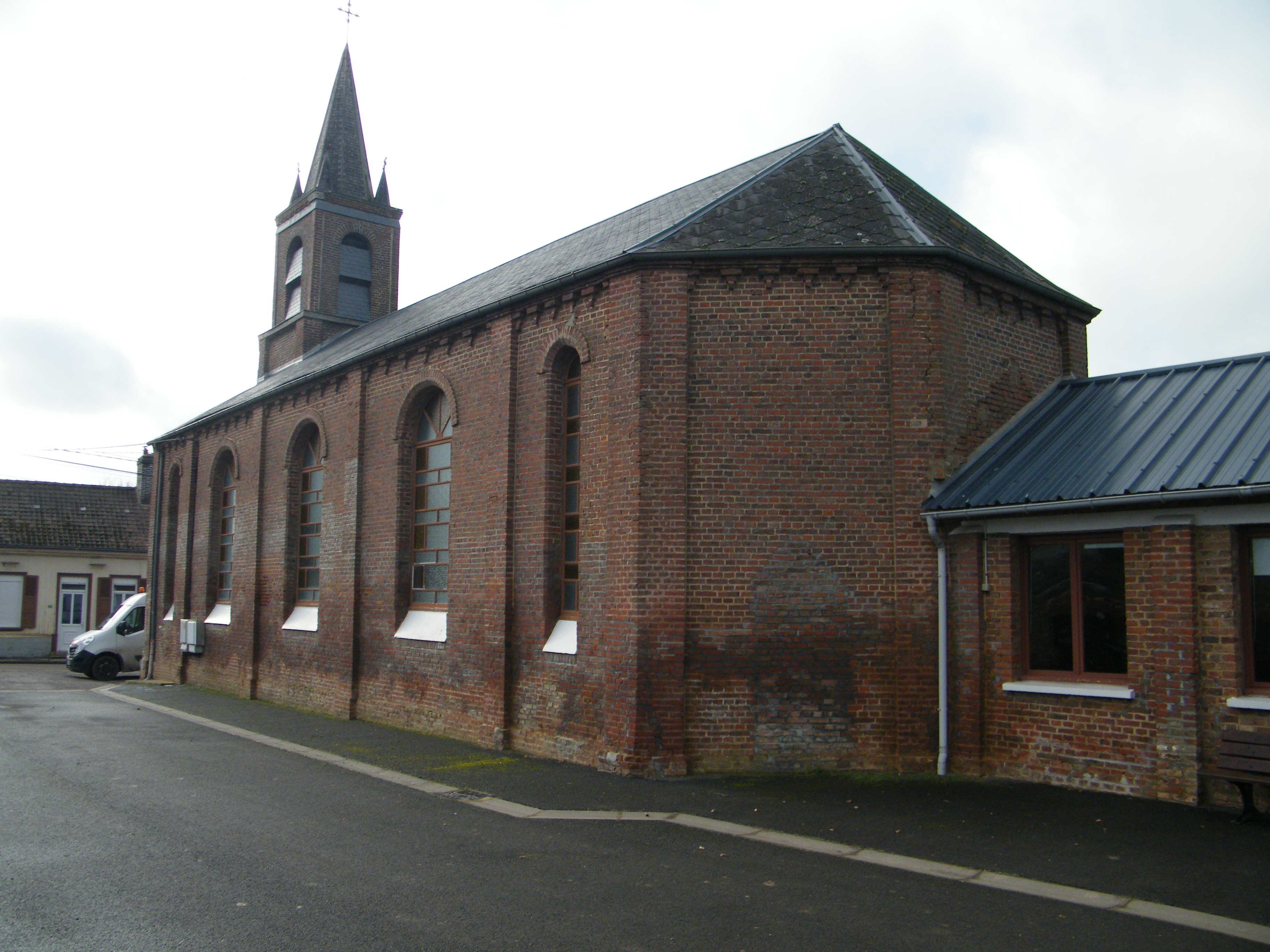
L'église Saint-Apre.
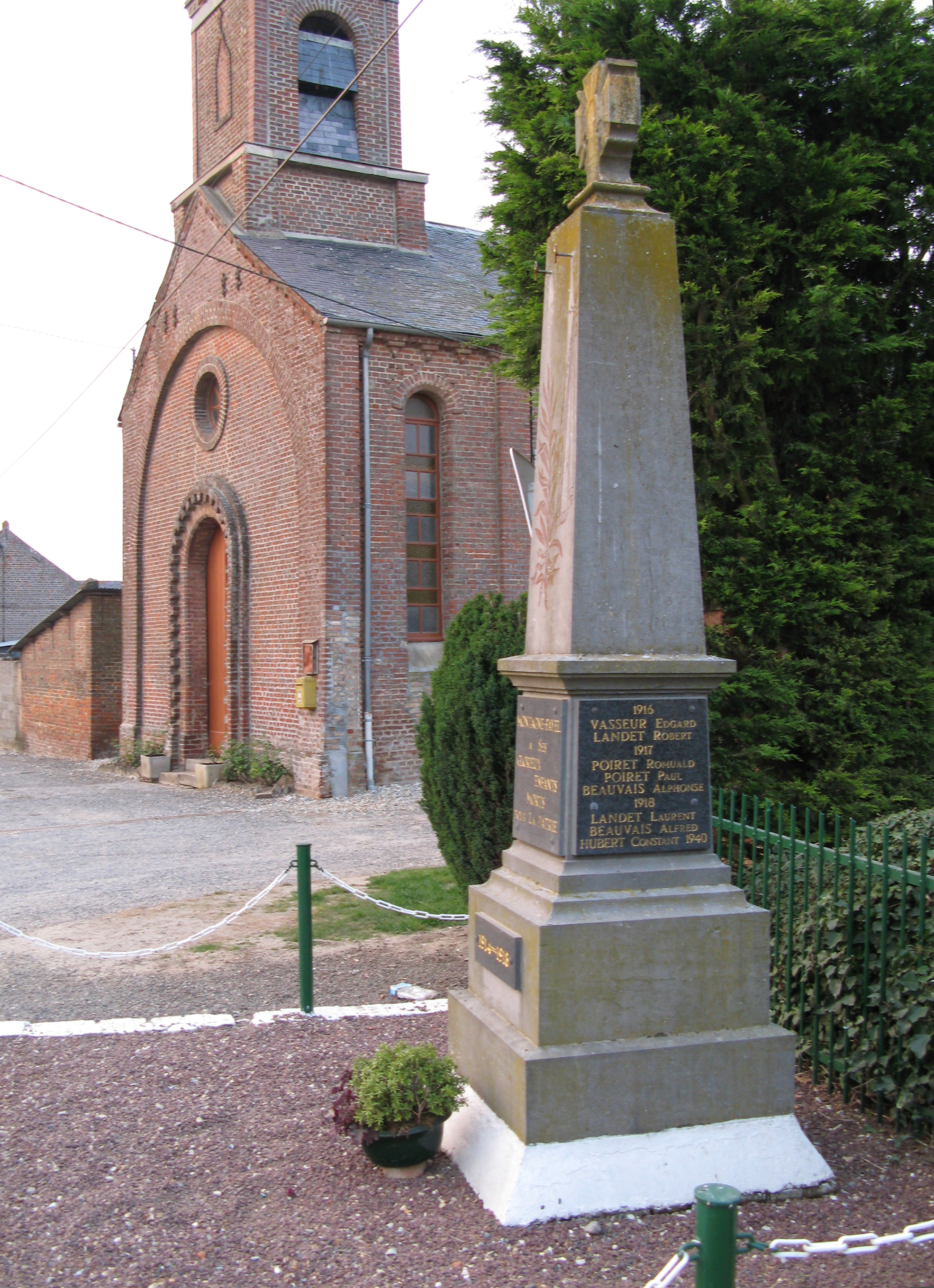
Le monument aux morts, près de l'église.
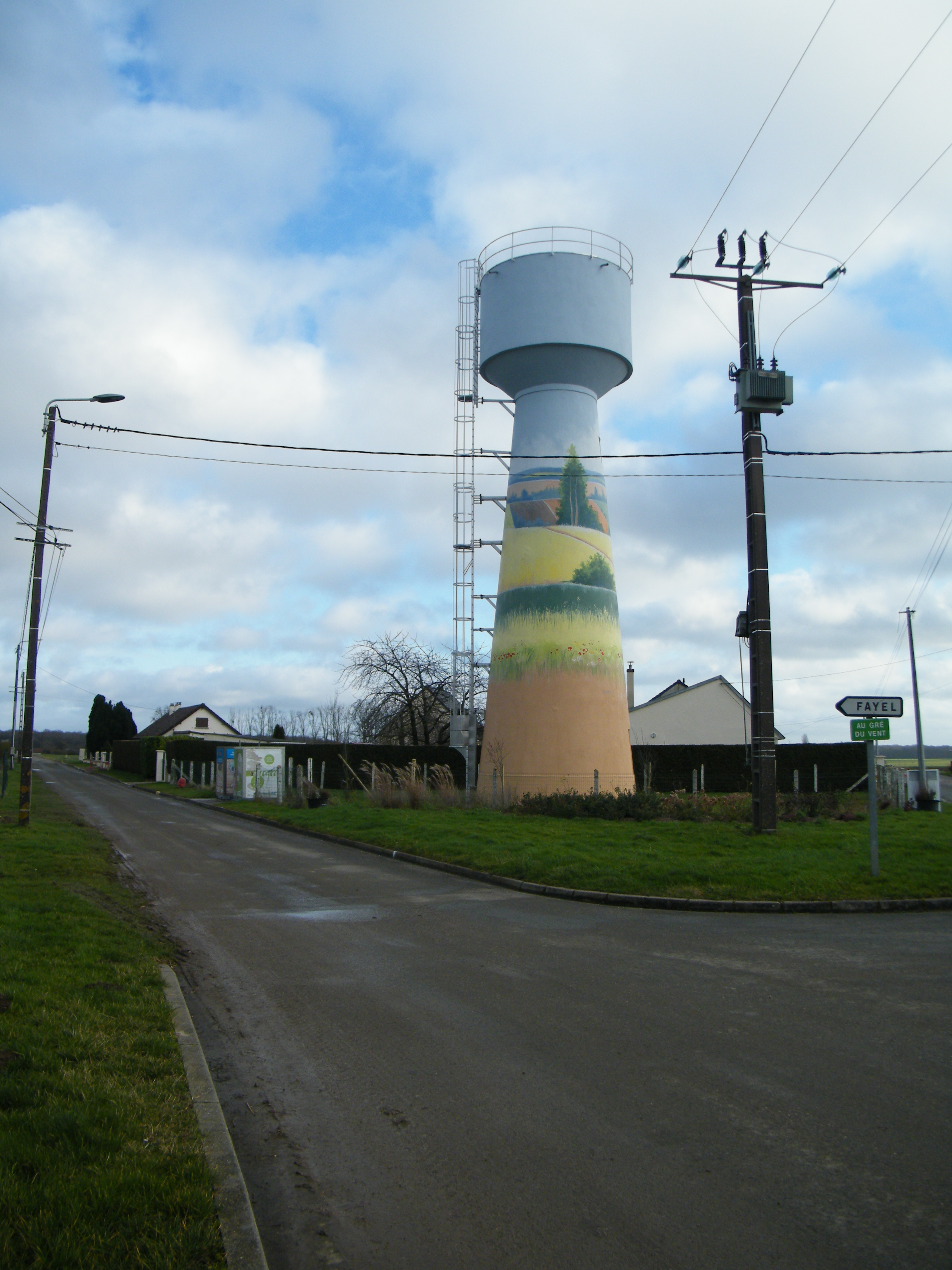
Le château d'eau valorisé.